# شيجيو كاوكو
شيجيو كاوكو (باليابانية: 加奥 成雄) هو لاعب هوكي حقل ياباني متقاعد، فاز بالميدالية البرونزية في دورة الألعاب الآسيوية عام 1966. تنافس في أولمبياد عامي 1964 و1968 واحتل المركز السابع والثالث عشر على التوالي.

## روابط خارجية
شيجيو كاكوا في ألومبيديا